# Sitnik (gmina)
Sitnik – dawna gmina wiejska istniejąca w latach 1809–1954 na Lubelszczyźnie. Początkowo siedzibą gminy był Sitnik (obecnie wieś w okolicy Białej Podlaskiej) a po wojnie Biała Podlaska.
Gmina Sitnik powstała w 1809 roku w Księstwie Warszawskim. Po podziale Królestwa Polskiego na powiaty i gminy z początkiem 1867 roku gmina Sitnik weszła w skład w powiatu bialskiego w guberni siedleckiej (w latach 1912–1915 jako część guberni chełmskiej). Gmina składała się z 14 wsi: Cicibór, Jaźwiny, Jagodnica, Ludinów, Zaberbecze, Łukowce, Porosiuki, Sławacinek, Rakowiska, Terebela, Sitnik, Styrzyniec, Worgule i Sławacinek.
W 1919 gmina weszła w skład woj. lubelskiego.
29 listopada 1933 do gminy Sitnik włączono część gminy Swory w powiecie bialskim, stanowiąca gromadę Smolne Piece (a właściwie wschodnią część przeciętej wsi Smolne Piece o powierzchni 73,1 ha, położonej w odległej eksklawie gminy Swory).
1 grudnia 1933 do gminy Sitnik włączono część gminy Żerocin w powiecie radzyńskim, stanowiąca gromadę Smolne Piece (a właściwie zachodnią część przeciętej wsi Smolne Piece o powierzchni 116,6 ha, położonej przy samej granicy gminy Sitnik).
Podczas okupacji gmina należała do dystryktu lubelskiego (w Generalnym Gubernatorstwie). W 1952 roku siedzibę gminy przeniesiono z Sitnika do Białej Podlaskiej.
Według stanu z dnia 1 lipca 1952 roku gmina Sitnik składała się z 15 gromad.
Jednostka została zniesiona 29 września 1954 roku wraz z reformą wprowadzającą gromady w miejsce gmin. Z obszaru gminy utworzono Gromadzkie Rady Narodowe w Ciciborze Dużym, Sitniku, Styrzyńcu i Witulinie. Po reaktywowaniu gmin z dniem 1 stycznia 1973 roku gminy Sitnik nie przywrócono.